# Black & White/ブラック & ホワイト
『Black & White/ブラック & ホワイト』（原題: This Means War）は、マックG監督による2012年の恋愛・アクション・コメディ映画である。CIA捜査官を演じるクリス・パインとトム・ハーディがリース・ウィザースプーン演じる女性を巡って争うという内容である。

## あらすじ
CIAの凄腕エージェントであるFDRとタック。彼らはパートナー、そして親友としてお互いを信頼し合い、最高の成果を上げてきた。しかし、ふとしたことでローレンという同じ女性を好きになってしまったことで、その関係に亀裂が入る。二人は職権を濫用し、重要な任務だと偽って精鋭チームまで結成し、お互いのプライベートの様子を無人偵察機やスパイ衛星で監視・盗聴したり、デート中に麻酔銃で狙撃したりと、ありとあらゆる手を使ってローレンをものにしようと企み、泥沼の争いを開始するのだった。

## キャスト
| 役名                                                | 俳優                     | 日本語吹替     |
| --------------------------------------------------- | ------------------------ | -------------- |
| ローレン・スコット                                  | リース・ウィザースプーン | 松本梨香       |
| フランクリン・デラノ・ルーズベルト"FDR"・フォスター | クリス・パイン           | 神奈延年       |
| タック・ヘンソン                                    | トム・ハーディ           | 鶴岡聡         |
| ハインリヒ                                          | ティル・シュヴァイガー   | てらそままさき |
| トリッシュ                                          | チェルシー・ハンドラー   | 深見梨加       |
| ジョー・ヘンソン                                    | ジョン・ポール・ラッタン | 牛田裕子       |
| ケイティ                                            | アビゲイル・スペンサー   | 木下紗華       |
| コリンズ                                            | アンジェラ・バセット     | 斉藤貴美子     |
| ナナ・フォスター                                    | ローズマリー・ハリス     | 久保田民絵     |
| フォスターの祖父                                    | ジョージ・トゥーリャトス | 佐々木敏       |
| エミリー                                            | ジェニー・スレイト       | 原島梢         |
| スティーブ                                          | ウォーレン・クリスティー | 高橋英則       |
| ケリー                                              | リーラ・サヴァスタ       | 塩谷綾子       |
| ボイルズ                                            | ケヴィン・オグレイディ   | 佐藤晴男       |
| イワン                                              | マイク・ドパッド         | 赤城進         |
| ボズウィック                                        | ダレン・Ａ・ハーバート   | 石上裕一       |
| マヤ                                                | グレタル・モンゴメリー   | 優希           |
| タックの妹 （カメオ出演）                           | レベル・ウィルソン       |                |

- 日本語吹替

その他声の出演：米丸歩、西健亮、岩崎了、後藤光祐、西村太佑、原島梢、中田隼人
演出：打越領一、翻訳：前田美由紀、制作：ACクリエイト

## 製作
元々サム・ワーシントンの出演が計画されていたが降板し、トム・ハーディが代役となった。またブラッドリー・クーパーも予定されていたが、プロジェクトを去り、同様にセス・ローゲンも出演を断った。
主要撮影は2010年9月13日から12月1日までにバンクーバーで行われた。

## 公開
元々は2012年2月14日に北米での拡大公開を予定していたが、バレンタインデー興行に有利と見られていたスクリーン ジェムズの『君への誓い』との競合を避けるために3日遅れの2月17日に延期された。3189劇場で封切られ、17日から19日までの3日間の興行収入は約1740万ドルであり、『デンジャラス・ラン』、『君への誓い』、『ゴーストライダー2』、『センター・オブ・ジ・アース2 神秘の島』に次いで5位となった。

## 評価
Rotten Tomatoesでは153件のレビューで支持率は26%だった。。